# Laurain Assipolo
 (mars 2024).
La mise en forme du texte ne suit pas les recommandations de Wikipédia : il faut le « wikifier ».
Les points d'amélioration suivants sont les cas les plus fréquents. Le détail des points à revoir est peut-être précisé sur la page de discussion.
- Les titres sont pré-formatés par le logiciel. Ils ne sont ni en capitales, ni en gras.
- Le texte ne doit pas être écrit en capitales (les noms de famille non plus), ni en gras, ni en italique, ni en « petit »…
- Le gras n'est utilisé que pour surligner le titre de l'article dans l'introduction, une seule fois.
- L'italique est rarement utilisé : mots en langue étrangère, titres d'œuvres, noms de bateaux, etc.
- Les citations ne sont pas en italique mais en corps de texte normal. Elles sont entourées par des guillemets français : « et ».
- Les listes à puces sont à éviter, des paragraphes rédigés étant largement préférés. Les tableaux sont à réserver à la présentation de données structurées (résultats, etc.).
- Les appels de note de bas de page (petits chiffres en exposant, introduits par l'outil «  Source ») sont à placer entre la fin de phrase et le point final[comme ça].
- Les liens internes (vers d'autres articles de Wikipédia) sont à choisir avec parcimonie. Créez des liens vers des articles approfondissant le sujet. Les termes génériques sans rapport avec le sujet sont à éviter, ainsi que les répétitions de liens vers un même terme.
- Les liens externes sont à placer uniquement dans une section « Liens externes », à la fin de l'article. Ces liens sont à choisir avec parcimonie suivant les règles définies. Si un lien sert de source à l'article, son insertion dans le texte est à faire par les notes de bas de page.
- La présentation des références doit suivre les conventions bibliographiques. Il est recommandé d'utiliser les modèles {{Ouvrage}}, {{Chapitre}}, {{Article}}, {{Lien web}} et/ou {{Bibliographie}}. Le mode d'édition visuel peut mettre en forme automatiquement les références.
- Insérer une infobox (cadre d'informations à droite) n'est pas obligatoire pour parachever la mise en page.

Pour une aide détaillée, merci de consulter Aide:Wikification.
Si vous pensez que ces points ont été résolus, vous pouvez retirer ce bandeau et améliorer la mise en forme d'un autre article.
 (février 2024).
Laurain Assipolo est un linguiste et théologien camerounais né le 15 septembre 1975 à Douala. Il est titulaire d'un doctorat en langue française avec une spécialisation en sociolinguistique. Il enseigne au département de français et études francophones de la faculté des lettres et sciences humaines de l'Université de Douala, ainsi que dans plusieurs autres institutions universitaires du Cameroun.

## Carrière académique
Les principaux domaines de recherche de Laurain Assipolo sont la variation linguistique, les fonctions et les usages des langues, les représentations sociolinguistiques, les politiques linguistiques et la sociolinguistique interactionnelle. En tant que linguiste, il s'intéresse également à l'enseignement du français langue étrangère et au droit de la propriété littéraire et artistique.
En plus de ses activités d'enseignement et de recherche, Laurain Assipolo est l'auteur de plusieurs ouvrages et articles scientifiques. Il a également coordonné des ouvrages collectifs et des numéros de revue.

## Contributions théologiques
Parallèlement à ses travaux en linguistique, Laurain Assipolo est également un théologien. Il s'intéresse particulièrement à la théologie systématique et à la doctrine de la grâce.
Il est l'auteur d'un ouvrage intitulé : La prière : Sept clés qui garantissent l'exaucement des vœux sous l'administration de la grâce.